# Santa Cruz de la Presa
Santa Cruz de la Presa är en ort i Mexiko.   Den ligger i kommunen Aguascalientes och delstaten Aguascalientes, i den centrala delen av landet, 400 km nordväst om huvudstaden Mexico City. Santa Cruz de la Presa ligger 1 894 meter över havet och antalet invånare är 252.
Terrängen runt Santa Cruz de la Presa är platt österut, men västerut är den kuperad. Terrängen runt Santa Cruz de la Presa sluttar österut. Runt Santa Cruz de la Presa är det tätbefolkat, med 459 invånare per kvadratkilometer. Närmaste större samhälle är Aguascalientes, 10,3 km öster om Santa Cruz de la Presa. Trakten runt Santa Cruz de la Presa består till största delen av jordbruksmark.